# 다송천
다송천은 인천광역시 강화군 송해면 부근리 시루메산에서 발원하여 송해면 당산리에서 강화해협으로 유입하는 하천이다. 송해면 상도리에서 하구 인근까지 3.65 km 구간은 지방하천으로 관리되고 있다. 금곡천(金谷川) 또는 금곡수로라고도 부른다. 상류 부분은 목숙천으로 불리며, 그 중 1.5 km 구간은 강화군의 소하천으로 관리되고 있다.

## 지류
- 다송천
  - 내곡천: 봉천산에서 발원하여 강화군 송해면 양오리에서 다송천으로 합류하는 하천이다.[2] 2.35 km 구간은 강화군의 소하천으로 관리되고 있다.[3]